# Вртойба
Вртойба (словен. Vrtojba, італ. Vertoiba) — поселення в общині Шемпетер-Вртойба, Регіон Горишка, Словенія. Висота над рівнем моря: 60,9 м. Розташоване біля перетину кордону неподалік від м. Гориція.